# Ulderico Sergo
Ulderico Sergo (* 4. Juli 1913 in Fiume; † 20. Februar 1967 in Cleveland) war ein italienischer Boxer. Er wurde 1936 Olympiasieger und 1937 und 1939 Europameister bei den Amateurboxern im Bantamgewicht und trat 1941 zu den Berufsboxern über. 

## Werdegang
Ulderico Sergo begann als Jugendlicher in Fiume, dem heutigen Rijeka, das damals zu Italien gehörte, mit dem Boxen. Die ersten internationalen Wettkämpfe bestritt er 1932. Im Laufe seiner Karriere war er als Amateurboxer sehr erfolgreich. 1941 wurde er Berufsboxer, konnte in diesem Metier aber keine besonders großen Erfolge erzielen. Als seine Heimatstadt Fiume 1947 als Folge der Ergebnisse des II. Weltkrieges von Italien abgetrennt und Jugoslawien zugeschlagen wurde, obwohl 80 % der Bevölkerung Italiener waren, ging er mit seiner Familie nach Triest. Dort wurde er Trainer beim Sportclub Accademia Pugilistica Triest und brachte dort u. a. dem jungen Nino Benvenuti die ersten Schritte als Boxer bei. 1952 emigrierte er mit seiner Familie in die Vereinigten Staaten, verstarb dort aber bereits 1967. 

### Karriere als Amateurboxer
Ulderico Sergo wurde 1933, 1934, 1936, 1937 und 1938 italienischer Meister, 1934 im Federgewicht, sonst im Bantamgewicht. 1935 verlor er im Finale der italienischen Meisterschaft im Bantamgewicht gegen Secondo Baroni nach Punkten und wurde damit nur italienischer Vizemeister.
Seinen ersten internationalen Kampf bestritt er 1932 im Rahmen eines Länderkampfes Tschechoslowakei gegen Italien in Prag Er gewann dabei im Bantamgewicht über Vaclav Prohazka nach Punkten. Bis 1941 betritt er insgesamt 24 Länderkämpfe bzw. internationale Auswahlkämpfe, in den er meist siegreich blieb. 
1934 startete er bei der Europameisterschaft in Budapest. Im Bantamgewicht besiegte er dort Anton Osca, Rumänien, nach Punkten. Im Halbfinale verletzte er sich im Kampf gegen Istvan Enekes aus Ungarn, was ihm eine Techn. K.-o.-Niederlage in der 3. Runde einbrachte. Er konnte dann wegen dieser Verletzung auch nicht mehr den Kampf um den 3. Platz, der damals noch ausgeboxt wurde, gegen Tadeusz Rogalski aus Polen bestreiten und belegte deshalb den 4. Platz.
Bei den Olympischen Spielen in Berlin gelang Ulderico Sergo dann der größte Erfolg seiner Boxerlaufbahn. Er wurde in Berlin im Bantamgewicht mit Punktsiegen über Frigyes Kubinyi, Ungarn, Joseph Cornelis, Belgien, Stig Cederberg, Schweden und dem eigentlichen Favoriten Jack Wilson aus den Vereinigten Staaten Olympiasieger. Zwischen diesen beiden Boxern kam es am 7. Oktober 1936 in New York im Rahmen der damals sehr populären Boxvergleiche USA gegen Europa bereits zu einer Revanche, die von Jack Wilson nach Punkten gewonnen wurde.
1937 wurde Ulderico Sergo in Mailand auch Europameister im Bantamgewicht. Auf dem Weg zu diesem Erfolg besiegte er Frank Kerr aus Irland, Veikko Huuskonen aus Finnland und Anton Ocsa nach Punkten. 1939 konnte er in Dublin diesen Erfolg wiederholen. Dabei siegte er über Edmund Sobkowiak, Polen, Robert Watson, Schottland und Miksa Bondi, Ungarn jeweils nach Punkten.

### Internationale Erfolge als Amateurboxer
| Jahr | Platz | Wettbewerb                                | Gewichtsklasse | Ergebnisse |
| 1934 | 4.    | EM in Budapest                            | Bantam         | Punktsieg über Anton Osca, Rumänien, Techn. K.O.-Niederlage (Verletzung) in der 3. Runde gegen Istvan Enekes, Ungarn, kampflose Niederlage gegen Tadeusz Rogalski, Polen |
| 1936 | Gold  | OS in Berlin                              | Bantam         | nach Punktsiegen über Frigyes Kubinyi, Ungarn, Joseph Cornelis, Belgien, Stig Cederberg, Schweden und Jack Wilson, USA                                                   |
| 1937 | 1.    | EM in Mailand                             | Bantam         | nach Punktsiegen über Frank Kerr, Irland, Veikko Huuskonen, Finnland und Anton Osca                                                                                      |
| 1938 | 1.    | Qualifikation für Europaauswahl in Berlin | Bantam         | Punktsieg über Miksa Bondi, Ungarn |
| 1939 | 1.    | EM in Dublin                              | Bantam         | Punktsieg über Edmund Sobkowiak, Polen, Robert Watson, Schottland und Miksa Bondi                                                                                        |

### Länder- und andere Auswahlkämpfe als Amateurboxer
| Jahr | Ort         | Begegnung                         | Gewichtsklasse | Ergebnis                              |
| 1932 | Prag        | Tschechoslowakei gegen Italien    | Bantam         | Punktsieg über Vaclav Prohazka        |
| 1932 | Posen       | Polen gegen Italien               | Bantam         | Unentschieden gegen Alexander Polus   |
| 1933 | Essen       | Deutschland gegen Italien         | Bantam         | Punktniederlage gegen Kurt Beck       |
| 1935 | Chicago     | USA gegen Italien                 | Bantam         | Punktsieg über Johnny Brown           |
| 1936 | New York    | USA gegen Europa                  | Bantam         | Punktniederlage gegen Jack Wilson     |
| 1937 | Chicago     | USA gegen Europa                  | Bantam         | Punktsieg über Frank Kainrath         |
| 1937 | Kansas City | USA gegen Europa                  | Bantam         | Punktsieg über Eli Castro             |
| 1937 | New York    | USA gegen Italien                 | Bantam         | Punktsieg über Morris Parker          |
| 1937 | Triest      | Italien gegen Deutschland         | Bantam         | Punktsieg über Erich Wilke            |
| 1938 | Fiume       | Fiume gegen Zagreb                | Bantam         | Punktsieg über Milovoj Badel          |
| 1938 | Warschau    | Polen gegen Italien               | Bantam         | Punktsieg über Zygmunt Koziolek       |
| 1938 | Bern        | Schweiz gegen Italien             | Bantam         | Punktniederlage gegen Caliostro Etter |
| 1938 | Chicago     | USA gegen Europa                  | Bantam         | Punktniederlage gegen Frank Kainrath  |
| 1938 | Duisburg    | Deutschland gegen Italien         | Bantam         | Punktniederlage gegen Erich Wilke     |
| 1938 | Venedig     | Italien gegen Polen               | Bantam         | Punktsieg über Edmund Sobkowiak       |
| 1938 | Triest      | Italien gegen Ungarn              | Bantam         | Punktsieg über Sandor Podany          |
| 1939 | Rom         | Italien gegen deutsche SA-Auswahl | Bantam         | Punktsieg über Wietzkowski            |
| 1940 | Chicago     | USA gegen Europa                  | Bantam         | Punktsieg über Jimmy Joyce            |
| 1940 | Nashville   | USA gegen Europa                  | Bantam         | Punktsieg über Kenneth Barrett        |

### Profilaufbahn
1941 trat Udalrico Sergo zu den Berufsboxern über. Infolge des II. Weltkrieges waren jedoch seine Startmöglichkeiten eingeschränkt. Es fanden keine internationalen Meisterschaften mehr statt. Insgesamt bestritt er als Profi 21 Kämpfe, von denen er 10 gewann, viermal boxte er unentschieden und 7 Kämpfe verlor er. Seinen ersten Profikampf bestritt er am 3. Dezember 1941 in Fiume, bei dem er im Bantamgewicht Luigi Bonanomi nach Punkten besiegte. Seinen letzten Profikampf bestritt er am 29. März 1952. Dabei kam er im Bantamgewicht zu einem Punktsieg über Gaudenzio Carutte. 
Er bestritt auch insgesamt vier Titelkämpfe, alle um die italienische Meisterschaft, drei im Bantamgewicht und einen im Fliegengewicht. Keinen dieser Kämpfe gewann er.
Erläuterungen
- OS = Olympische Spiele, EM = Europameisterschaft
- Bantamgewicht, Gewichtsklasse bis 54 kg, Federgewicht, bis 57 kg (Amateurbereich)